# Casa de Saboia
A Casa de Saboia (português europeu) ou Casa de Savoia (português brasileiro), em italiano: Casa di Savoia, é uma das mais antigas famílias nobres europeias, presentes desde o século X no território do Reino da Borgonha, onde fundou um condado no século XI que passou a ducado no século XV. Nesse século, extinguiu-se a Casa de Lusinhão obtendo a coroa titular dos Estados cruzados, de Chipre, Jerusalém e Armênia, obtendo consequente aumento de prestígio nas cortes europeias.
Aproximadamente no século XVI mudou seus interesses territoriais e econômicos da regiões Alpinas para a península Itálica (evidenciado pela mudança de capital do ducado de Chambéry para Turim em 1563). No início do século XVIII, na conclusão da Guerra da Sucessão Espanhola alcançou o controle do Reino da Sicília (1713) que trocou pelo Reino da Sardenha (1720).
No século XIX, liderou o movimento pela unificação italiana, que levou à proclamação do Reino da Itália. A partir desta data até a mudança institucional em julho de 1946, com o exílio do falecido rei (o exílio dos descendentes masculinos da casa de Savoia foi mantido até a reforma constitucional de 2002), as histórias da Casa e da Itália se confundem.
Além disso, de 1870 a 1873, o duque Amadeu de Saboia-Aosta foi rei da Espanha sob o nome de Amadeu I de Espanha.  
Durante o regime totalitário de Benito Mussolini, a dinastia obteve formalmente a Etiópia (1936) e depois a Albânia (1939) em união pessoal no reinado de Vítor Emanuel III, enquanto em 1941, com o duque Aimone de Savoia-Aosta obteve a coroa da Croácia, porém esses últimos títulos foram perdidos em 1945, devido à derrota na Segunda Guerra Mundial.

## História

Estados italianos em 1494

Em 1720, Vítor Amadeu II de Saboia, tornou-se Rei da Sardenha assim como a sua descendência. O seu descendente Vítor Emanuel II tornou-se o primeiro Rei da Itália unificada em 1861.
O reinado da Casa de Saboia em Itália terminou em 13 de junho de 1946, com um referendo no qual os italianos escolheram a república como a sua forma de Estado. Segundo a constituição da República Italiana, os descendentes titulares da Casa de Saboia do sexo masculino ficavam proibidos de entrar em Itália. Só em 2002, essa disposição foi alterada e os membros titulares da família foram autorizados a entrar e permanecer no país.
A família Saboia foi a proprietária do Santo Sudário entre 1453 e 1983. Habitaram vários palácios, que foram denominados como as antigas residências da Casa de Saboia.

## Brasões

Brasão de armas do Condado de Saboia
Brasão de armas do Ducado de Saboia
Estandarte real do Reino da Itália (1861-1880). Também foi usado como padrão do Reino da Sardenha, de 1848 a 1861.
Estandarte real e imperial da Itália, de 1880 a 1946. A cor azul foi a inspiração para o uniforme da seleção italiana de futebol em 1922.